# Худойбердиев, Шамсиддин
Шамсиддин Худойбердиев (р.8 февраля 1966) — узбекский борец греко-римского стиля, чемпион Азии.

## Биография
Родился в 1966 году в Ургуте. В 1994 году завоевал бронзовую медаль Азиатских игр. В 1995 году стал чемпионом Центральноазиатских игр. В 1996 году принял участие в Олимпийских играх в Атланте, но там стал лишь 16-м. В 1999 году завоевал серебряную медаль чемпионата Азии. В 2003 году стал чемпионом Азии.